# Les Sept Dernières Plaies
Les Sept Dernières Plaies est un récit romancé de Georges Duhamel publié au Mercure de France en 1928.

## Écriture du roman
Le titre du roman fait allusion au récit de l'Apocalypse selon Jean et est le fruit de l'expérience de Georges Duhamel dans une antenne chirurgicale sur le front durant la Première Guerre mondiale, expérience déjà relatée dans Vie des martyrs (1917) et Civilisation (1918) qui valut le prix Goncourt à son auteur.

## Réception critique
Jacques Bernard, écrivant à Paul Léautaud qui le note dans son Journal au 5 octobre 1928, commente ce livre en ces mots : « Comme vous le savez, le nouveau livre de Duhamel continue directement Vie des Martyrs et Civilisation. Nous allons voir ce que cela va donner. Vous savez que le Voyage de Moscou n’a pas très bien marché. C’est curieux, mais c’est comme cela. Les gens ne veulent pas de politique, probablement, même les admirateurs de Duhamel. Nous allons voir ce qu’ils vont faire avec ce nouveau livre, qui est tout à fait de la même veine que Vie des Martyrs et Civilisation. »

## Éditions
- Les Sept Dernières Plaies, Mercure de France, 1928, rééd. 1990  (ISBN 978-2715216730).
- Les Sept Dernières Plaies, illustré par huit lithographies de Berthold Mahn, éditions Les Œuvres représentatives, 1933.
- Dans Vie des martyrs, et autres récits des temps de guerre, éditions Omnibus, 2005  (ISBN 2-258-06684-0).